# Myrmecophilus oregonensis
Myrmecophilus oregonensis är en insektsart som beskrevs av Bruner, L. 1884. Myrmecophilus oregonensis ingår i släktet Myrmecophilus och familjen Myrmecophilidae. Inga underarter finns listade i Catalogue of Life.